# Тери Уайгъл
Тереса „Тери“ Сюзън Уайгъл (на английски: Teresa „Teri“ Susan Weigel) е американска порнографска актриса, актриса в игрални филми, еротичен модел и Плейбой плеймейт.
Родена е на 24 февруари 1962 г. във Форт Лодърдейл, щата Флорида, САЩ.
Участва в четири епизода от втория и третия сезон на сериала „Женени с деца“, играейки ролята на Джейд.
Сред игралните филми, в които Уайгъл се снима, са „Нощен посетител“ (1989), „Хищникът 2“ (1990), „Белязан да умре“ (1990).
През 1991 г. Тери дебютира като порнографска актриса във филма „Инферно“.

## Награди и номинации
- 1986: Плейбой плеймейт за месец април.[6][3]
- 2002: XRCO зала на славата.[7][8]
- 2003: AVN зала на славата.[7][9]